# Otão III de Lebarten
Otão III de Lebarten (927 - 964) também denominado como Otto III de Lebarten foi um nobre medieval, tendo sido conde de Lauremburgo.

## Relações familiares
Foi filho de Eberardo III de Lebarten (898 - c. 927), Conde de Laurenburg e de N de Eilsz. Foi casado com Lucarda de Linselstein, filha de Otão de Linselstein (c. 910 -?), de quem teve:
1. Barbe de Lebarten (964 - 1044) duquesa da Baixa Lorena pelo seu casamento com Gotelão I de Verdun (967 - 1044) "O Grande" foi marquês de Antuérpia de 1008, e depois duque da Baixa Lorena, senhorio que deteve entre 1023 e 1044, foi também duque da Alta Lorena entre 1033 e 1044.